# Глисер
Глѝсерът (на френски: glisseur – плъзгач, през руски гли́ссер) е лек бързоходен моторен плавателен съд с плоско дъно. Благодарение на плоската форма на дъното, при повишаване на скоростта на движение, водата създава хидродинамична сила, която компенсира силата на тежестта на глисера, т.нар. глисаж (глисиране). Това води до повдигане на носовата част и предизвиква общо изплаване на съда. Това от своя страна намалява триенето и способства за по-голямата скорост на придвижване.

## Характеристика
Корпусът на глисера е твърд или надуваем, като дъното е плоско. Движението се осъществява от двигател, създаващ въздушна или подводна струя, съответно чрез въздушен или гребен винт.

## Приложение
Приложението на глисерите е широко, като освен за спорт (т.нар. състезателни глисери), се ползват и за граждански, и за военни цели (воден десант).